# Aaron Holiday
Aaron Shawn Holiday (* 30. September 1996 in Ruston, Louisiana) ist ein US-amerikanischer Basketballspieler, der zurzeit bei den Houston Rockets in der NBA unter Vertrag steht.

## Laufbahn
Holiday, dessen Brüder Jrue und Justin bereits vor ihm Profibasketballkarrieren einschlugen, spielte an der Campbell Hall High School im kalifornischen North Hollywood, ehe er 2015 an die University of California, Los Angeles zu den UCLA Bruins wechselte. Zwischen 2015 und 2018 stand Holiday für die UCLA in 101 Spielen auf dem Parkett und erzielte im Durchschnitt 14,3 Punkte sowie 4,7 Korbvorlagen und 3,2 Rebounds pro Begegnung.
Ende März 2018 beendete er seine Universitätszeit und gab bekannt, am Draft-Verfahren der NBA im Juni 2018 teilzunehmen. Dort wurde er in der ersten Auswahlrunde an insgesamt 23. Stelle von den Indiana Pacers aufgerufen.
In der Saison 2021/22 spielte er zunächst für die Washington Wizards, die ihn im Februar 2022 an die Phoenix Suns abgaben. Im Juli 2022 nahmen die Atlanta Hawks den Aufbauspieler unter Vertrag. Holiday bestritt für Atlanta im Spieljahr 2022/23 insgesamt 63 Hauptrundenspiele, in denen er es auf einen Mittelwert von 3,9 Punkten brachte.
Er wurde im Juli 2023 von den Houston Rockets verpflichtet.

## Karriere-Statistiken

### NBA

#### Hauptrunde
| Saison  | Team                 | GP  | GS | MPG  | FG % | 3P % | FT % | RPG | APG | SPG | BPG | PPG |
| ------- | -------------------- | --- | -- | ---- | ---- | ---- | ---- | --- | --- | --- | --- | --- |
| 2018–19 | Indiana              | 50  | 0  | 12.9 | .401 | .339 | .820 | 1.3 | 1.7 | 0.4 | 0.3 | 5.9 |
| 2019–20 | Indiana              | 66  | 33 | 24.5 | .414 | .394 | .851 | 2.4 | 3.4 | 0.8 | 0.2 | 9.5 |
| 2020–21 | Indiana              | 66  | 8  | 17.8 | .390 | .368 | .819 | 1.3 | 1.9 | 0.7 | 0.2 | 7.2 |
| 2021–22 | Washington / Phoenix | 63  | 15 | 16.2 | .447 | .379 | .868 | 1.9 | 2.4 | 0.7 | 0.2 | 6.3 |
| 2022–23 | Atlanta              | 63  | 6  | 13.4 | .418 | .409 | .844 | 1.2 | 1.4 | 0.6 | 0.2 | 3.9 |
| 2023–24 | Houston              | 78  | 1  | 16.3 | .446 | .387 | .921 | 1.6 | 1.8 | 0.5 | 0.1 | 6.6 |
| Gesamt  | Gesamt               | 386 | 63 | 17.0 | .419 | .380 | .854 | 1.6 | 2.1 | 0.6 | 0.2 | 6.6 |

#### Play-offs
| Saison  | Team    | GP | GS | MPG  | FG % | 3P % | FT % | RPG | APG | SPG | BPG | PPG |
| ------- | ------- | -- | -- | ---- | ---- | ---- | ---- | --- | --- | --- | --- | --- |
| 2018–19 | Indiana | 3  | 0  | 4.3  | .400 | .500 |      | 0.0 | 0.0 | 0.0 | 0.0 | 1.7 |
| 2019–20 | Indiana | 4  | 2  | 18.0 | .571 | .444 | .600 | 1.3 | 2.5 | 1.0 | 0.0 | 7.8 |
| 2021–22 | Phoenix | 6  | 0  | 3.3  | .571 | .714 | .000 | 0.5 | 1.5 | 0.5 | 0.2 | 3.5 |
| 2022–23 | Atlanta | 1  | 0  | 4.0  | .000 | .000 | .000 | 0.0 | 1.0 | 0.0 | 0.0 | 0.0 |
| Gesamt  | Gesamt  | 14 | 2  | 7.8  | .550 | .556 | .500 | 0.6 | 1.4 | 0.5 | 0.1 | 4.1 |